# Robert DoQui
Robert DoQui (Stillwater, 20 aprile 1934 – Los Angeles, 9 febbraio 2008) è stato un attore e doppiatore statunitense.

## Filmografia parziale

### Cinema
- Taffy and the Jungle Hunter, regia di Terry O. Morse (1965)
- Clarence, il leone strabico (Clarence, the Cross-Eyed Lion), regia di Andrew Marton (1965)
- Non per soldi... ma per denaro (The Fortune Cookie), regia di Billy Wilder (1966)
- Tradimento (Uptight), regia di Jules Dassin (1968)
- Uccidete il padrino (The Devil's 8), regia di Burt Topper (1969)
- Coffy, regia di Jack Hill (1973)
- Nashville, regia di Robert Altman (1975)
- I giorni roventi del poliziotto Buford (Walking Tall Part 2), regia di Earl Bellamy (1975)
- Il tesoro di Matecumbe (Treasure of Matecumbe), regia di Vincent McEveety (1976)
- Buffalo Bill e gli indiani (Buffalo Bill and the Indians), regia di Robert Altman (1976)
- Il massacro della Guyana (Guyana: Crime of the Century), regia di René Cardona Jr. (1979)
- I'm Dancing as Fast as I Can, regia di Jack Hofsiss (1982)
- La finestra sul delitto (Cloak & Dagger), regia di Richard Franklin (1984)
- Ritorno dalla quarta dimensione (My Science Project), regia di Jonathan R. Betuel (1985)
- RoboCop, regia di Paul Verhoeven (1987)
- Soluzione finale (Miracle Mile), regia di Steve De Jarnatt (1988)
- RoboCop 2, regia di Irvin Kershner (1990)
- RoboCop 3, regia di Fred Dekker (1993)
- America oggi (Short Cuts), regia di Robert Altman (1993)
- Positive, regia di Farhan Akhtar (2007)

### Televisione
- Tarzan – serie TV, 4 episodi (1967-1968)
- Daktari – serie TV, 4 episodi (1966-1968)
- Squadra speciale anticrimine (The Felony Squad) – serie TV, episodi 3x06-3x07 (1968)
- Gunsmoke – serie TV, 2 episodi (1969)
- La moglie del tenente (Lieutenant Schuster's Wife) – film TV (1972)
- Adam-12 – serie TV, 3 episodi (1973-1975)
- Le strade di San Francisco (The Streets of San Francisco) – serie TV, 2 episodi (1974-1976)
- Rapimento autorizzato (The Child Stealer) – film TV (1979)
- Insight – serie TV, 5 episodi (1969-1981)
- Delitto senza movente (Dark Mirror) – film TV (1984)
- Pazza d'amore (Obsessive Love) – film TV (1984)
- Dragnet – serie TV, 2 episodi (1990)
- Star Trek: Deep Space Nine – serie TV, un episodio (1996)
- E.R. - Medici in prima linea (ER) – serie TV, un episodio (1998)
- The Practice - Professione avvocati (The Practice) – serie TV, un episodio (1999)

## Doppiaggio
- Harlem Globetrotters - serie animata, 22 episodi (1970-1971)
- The New Scooby-Doo Movies - serie animata, 9 episodi (1972-1973)
- The Harlem Globetrotters Meet Snow White - film (1980)
- Gli amici Cercafamiglia (Pound Puppies) - serie animata, 3 episodi (1986)
- Batman (Batman: The Animated Series) - serie animata, 2 episodi (1992)

## Doppiatori italiani
Nelle versioni in italiano delle opere in cui ha recitato, Robert DoQui è stato doppiato da:
- Giancarlo Padoan in Happy Days
- Enrico Carabelli ne I Jefferson
- Michele Gammino ne Il tesoro di Matecumbe
- Sergio Rossi in RoboCop
- Fabrizio Pucci in RoboCop 2
- Sandro Sardone in RoboCop 3